# Casamento inter-racial nos Estados Unidos

Estados dos EUA, por data de revogação das leis antimiscigenação:
Nenhuma lei aprovada
Revogadas antes de 1888
Revogadas entre 1948 e 1967
Derrubadas em 12 de junho de 1967

O casamento inter-racial [en] é legal em todo os Estados Unidos desde pelo menos a decisão da Suprema Corte dos Estados Unidos (Corte Warren) em 1967 no caso Loving v. Virginia, que declarou as leis antimiscigenação inconstitucionais com base na 14ª Emenda, adotada em 1868. O presidente da Corte, Earl Warren, escreveu na opinião do tribunal que "a liberdade de casar ou não casar com uma pessoa de outra raça pertence ao indivíduo e não pode ser violada pelo Estado". Desde 2022, os casamentos inter-raciais são formalmente protegidos por lei federal por meio do Ato de Respeito ao Casamento.
Historicamente, a oposição ao casamento inter-racial frequentemente se baseava em princípios religiosos. Muitos cristãos evangélicos do sul dos EUA viam a segregação racial, inclusive no casamento, como algo instituído por Deus. Eles argumentavam que o reconhecimento legal de casais inter-raciais violaria os ensinamentos bíblicos e, portanto, sua liberdade religiosa. Por outro lado, a teologia católica romana expressava forte oposição a qualquer segregação sancionada pelo Estado, alegando que ela violava a dignidade humana. Após a decisão em Loving, os estados revogaram suas proibições inativas, sendo o último o Alabama, em um referendo de 2000.
A aprovação pública do casamento inter-racial nos Estados Unidos aumentou de 5% na década de 1950 para 94% em 2021. A proporção de casamentos inter-raciais em relação aos novos casamentos cresceu de 3% em 1967 para 19% em 2019.

## Contexto histórico
O primeiro casamento inter-racial registrado no território que hoje constitui os Estados Unidos ocorreu em 1565, em Nova Espanha, quando Luisa de Ábrego, uma mulher hispânica negra livre de Andaluzia, e Miguel Rodríguez, de Segóvia, casaram-se em Saint Augustine, Flórida. Cinquenta anos depois, o primeiro casamento inter-racial na Nova Inglaterra foi o de Matoaka, mais conhecida como “Pocahontas”, filha de um chefe Powhatan, que se casou com o plantador de tabaco John Rolfe em 1614. A primeira lei proibindo o casamento inter-racial foi aprovada pela Assembleia Geral de Maryland em 1691. O quacre Zephaniah Kingsley publicou um tratado, reimpresso três vezes, sobre os benefícios do casamento inter-racial, argumentando que ele produzia filhos mais saudáveis, bonitos e melhores cidadãos. Antes da Guerra de Secessão, uniões inter-raciais não eram raras no Sul dos Estados Unidos. Elas geralmente envolviam homens brancos e mulheres negras. Uniões entre homens negros e mulheres brancas eram menos comuns, pouco documentadas e, possivelmente, esquecidas pela história.
Embora fosse contra a escravidão, em um discurso em Charleston, Illinois em 1858, Abraham Lincoln declarou: "Não sou, nem nunca fui, a favor de tornar os negros eleitores ou jurados, nem de qualificá-los para ocupar cargos públicos, nem de permitir que se casem com brancos. Eu, tanto quanto qualquer homem, sou a favor da posição superior atribuída à raça branca". Em 1924, a proibição ao casamento inter-racial ainda vigorava em 29 estados. Embora fosse legal na Califórnia desde 1948, em 1957 o ator Sammy Davis Jr. enfrentou uma reação negativa por seu relacionamento com uma mulher branca, a atriz Kim Novak. Em 1958, Davis casou-se brevemente com uma mulher negra, a atriz e dançarina Loray White, para se proteger da violência de multidões.

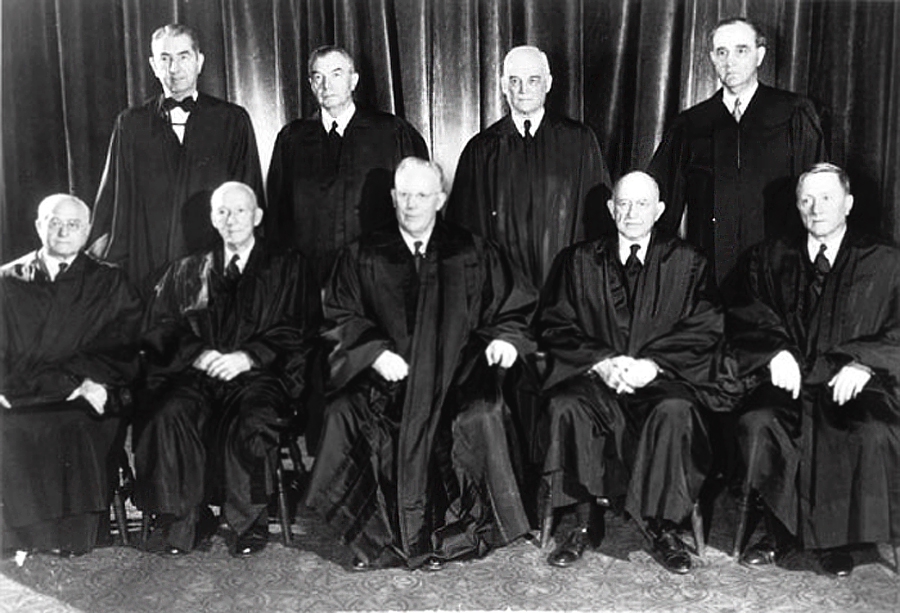
Em Loving v. Virginia (1967), a Suprema Corte dos Estados Unidos decidiu por unanimidade que proibir o casamento inter-racial era inconstitucional com base na 14ª Emenda, adotada em 1868

Em Social Trends in America and Strategic Approaches to the Negro Problem (1948), o economista sueco Gunnar Myrdal classificou as áreas sociais onde restrições eram impostas à liberdade dos americanos negros pelos brancos do sul por meio da segregação racial, do menos ao mais importante: acesso a instalações públicas básicas, igualdade social, empregos, tribunais e polícia, política e casamento. Esse esquema ilustra como as barreiras contra a dessgregação [en] caíram: a segregação em instalações públicas básicas, menos significativa, foi abolida pela Lei dos Direitos Civis de 1964. Contudo, a forma mais persistente de segregação legal, a proibição do casamento inter-racial, só foi completamente eliminada quando as últimas leis antimiscigenação foram derrubadas pela Suprema Corte dos Estados Unidos sob o comando de Earl Warren em uma decisão unânime em Loving v. Virginia. Essa decisão histórica, tomada em 12 de junho de 1967, é comemorada anualmente nos Estados Unidos no Dia de Loving (12 de junho).

## Pesquisa acadêmica

### Aspectos culturais
As diferenças de idade entre indivíduos, refletidas nas divisões geracionais, tradicionalmente desempenharam um papel importante na percepção de casais pessoas de etnias mistas na sociedade americana. Os casamentos inter-raciais têm sido analisados sob duas perspectivas principais nos Estados Unidos: o igualitarismo e o conservadorismo cultural. O igualitarismo aceita o fenômeno, enquanto os tradicionalistas o consideram um tabu e socialmente inaceitável. Gerações mais jovens tendem a adotar visões igualitárias, mas as gerações mais velhas exercem influência significativa sobre as opiniões das mais novas. Gurung e Duong (1999) realizaram um estudo sobre relações interétnicas mistas ("MERs") e relações da mesma etnia ("SERs"), concluindo que indivíduos em "MERs" geralmente não se veem de forma diferente dos casais da mesma etnia. Pesquisas de Barnett, Burma e Monahan em 1963 e 1971 mostraram que pessoas que se casam fora de sua raça tendem a ser mais velhas e a viver em áreas urbanas. Pesquisas de empreendimento social conduzidas em nome da Columbia Business School (2005–2007) revelaram que diferenças regionais nos Estados Unidos persistem na percepção de relacionamentos inter-raciais: indivíduos de ambos os sexos ao sul da Linha Mason-Dixon apresentaram preferências mais fortes por parceiros da mesma raça do que os do norte. O estudo também identificou uma clara divisão de gênero nas preferências raciais para casamento: mulheres de todas as raças estudadas mostraram forte preferência por homens de sua própria raça, com a ressalva de que mulheres leste-asiáticas discriminavam apenas homens negros e hispânicos, mas não brancos. A raça da mulher não influenciou as escolhas dos homens.

### Aspectos socioeconômicos
Diversos estudos indicam que o status socioeconômico ("SES") — que mede renda, educação, classe social, profissão, etc. — afeta significativamente as escolhas de casamento. Um estudo do Centre for Behaviour and Evolution da Universidade de Newcastle confirmou que mulheres tendem a casar com homens de status socioeconômico mais alto, reduzindo a probabilidade de casamento de homens com baixo SES.
Pesquisas nas universidades de Alabama em Birmingham (UAB) e Texas A&M sobre status socioeconômico, entre outros fatores, mostraram que nenhuma variável de SES estava positivamente relacionada ao casamento inter-racial na comunidade asiático-americana [en]. Asiáticos com menor estabilidade socioeconômica às vezes recorriam ao casamento com brancos como meio de avançar socialmente.

### Estabilidade conjugal
Um estudo de 2008 por Jenifer Bratter e Rosalind King, realizado para o Education Resources Information Center, examinou se cruzar barreiras raciais aumentava o risco de divórcio. Comparações entre coortes de casamento revelaram que casais inter-raciais têm taxas de divórcio mais altas, especialmente aqueles que se casaram no final dos anos 1980. Um estudo de 2009 por Yuanting Zhang e Jennifer Van Hook também constatou maior risco de divórcio em casais inter-raciais. Uma descoberta consistente é que o gênero está significativamente relacionado ao risco de divórcio. Casamentos inter-raciais envolvendo mulheres brancas têm maior probabilidade de divórcio em comparação com aqueles envolvendo mulheres asiáticas ou negras.
De acordo com as autoras Stella Ting-Toomey e Tenzin Dorjee, o maior risco de divórcio em casais com esposas brancas pode estar relacionado à redução de apoio de familiares e amigos. Elas observam que mulheres brancas eram vistas como "não qualificadas" por seus sogros não brancos para criar e educar filhos de raça mista, devido à falta de experiência em "navegar a cultura americana como minoria". Um estudo de 2018 por Jennifer Bratter e Ellen Whitehead revelou que mulheres brancas com filhos de raça mista tinham menos probabilidade de receber apoio familiar do que mulheres não brancas na mesma situação.
Em um estudo, mulheres brancas casadas com homens negros relataram mais incidentes de discriminação racial em público, como atendimento inferior em restaurantes ou perfilamento policial, em comparação com outras combinações inter-raciais. Esses fatores preconceituosos podem aumentar o risco de divórcio nesses casamentos. Um estudo de 2008 indicou menor risco de divórcio para casamentos interétnicos entre hispânicos e brancos não hispânicos. No entanto, outro estudo de 2011 constatou que esses casamentos tinham maior risco de divórcio, com casamentos envolvendo mulheres brancas e homens hispânicos apresentando o maior risco.

## Estatísticas do Censo
O número de casamentos inter-raciais nos EUA tem aumentado continuamente desde a decisão da Suprema Corte em Loving v. Virginia em 1967, embora ainda represente uma minoria absoluta entre o total de casais casados. Segundo o Pew Research, entre os recém-casados, os pares inter-raciais foram principalmente branco-hispânicos (43,3%), seguidos por branco-asiáticos (14,4%), branco-negros (11,9%) e outras combinações (30,4%). De acordo com o Departamento do Censo dos EUA, o número de casais inter-raciais casados cresceu de 310.000 em 1970 para 651.000 em 1980, 964.000 em 1990, 1.464.000 em 2000 e 2.340.000 em 2008, representando 0,7%, 1,3%, 1,8%, 2,6% e 3,9% do total de casais casados nesses anos, respectivamente.
Essas estatísticas não consideram a mistura de ancestralidades dentro da mesma "raça"; por exemplo, um casamento entre uma pessoa de origem indiana [en] e outra de origem japonesa não seria classificado como inter-racial, pois o Censo as considera da mesma categoria. Da mesma forma, como hispânico não é uma raça na concepção estadunidense, mas uma etnia, casamentos entre hispânicos e não hispânicos não são registrados como inter-raciais se ambos os parceiros forem da mesma raça (por exemplo, um negro hispânico casando-se com um negro não hispânico).
|                 | Esposa branca | Esposa branca | Esposa branca | Esposa negra | Esposa negra | Esposa negra | Esposa asiática | Esposa asiática | Esposa asiática | Outra esposa | Outra esposa | Outra esposa | Total      | Total |
| --------------- | ------------- | ------------- | ------------- | ------------ | ------------ | ------------ | --------------- | --------------- | --------------- | ------------ | ------------ | ------------ | ---------- | ----- |
| Marido branco   | 50.410.000    | 97,9%         | 97,7%         | 168.000      | 3,9%         | 0,3%         | 529.000         | 15,3%           | 1,0%            | 487.000      | 42,4%        | 0,9%         | 51.594.000 | 100%  |
| Marido negro    | 390.000       | 0,8%          | 8,6%          | 4.072.000    | 95,4%        | 89,2%        | 39.000          | 1,1%            | 0,9%            | 66.000       | 5,7%         | 1,3%         | 4.567.000  | 100%  |
| Marido asiático | 219.000       | 0,4%          | 7,0%          | 9.000        | 0,2%         | 0,3%         | 2.855.000       | 82,5%           | 91,8%           | 28.000       | 2,4%         | 0,9%         | 3.112.000  | 100%  |
| Outro marido    | 488.000       | 0,9%          | 44,0%         | 18.000       | 0,4%         | 1,6%         | 37.000          | 1,1%            | 3,4%            | 568.000      | 49,4%        | 51,0%        | 1.111.000  | 100%  |
| Total           | 51.507.000    | 100%          |               | 4.267.000    | 100%         |              | 3.460.000       | 100%            |                 | 1.149.000    | 100%         |              | 60.384.000 |       |

Com base nesses dados:
- Os brancos americanos eram estatisticamente os menos propensos a se casar inter-racialmente, embora, em termos absolutos, estivessem envolvidos em mais casamentos inter-raciais devido à sua maioria demográfica. Fora de seu grupo, os brancos americanos se casavam mais frequentemente com hispânicos. 2,1% das mulheres brancas casadas e 2,3% dos homens brancos casados tinham cônjuges não brancos. 1,0% dos homens brancos casados estavam casados com uma mulher asiático-americana, e 1,0% das mulheres brancas casadas estavam casadas com um homem classificado como "outro".
- 4,6% das mulheres negras americanas casadas e 10,8% dos homens negros americanos casados tinham um cônjuge não negro. 8,5% dos homens negros casados e 3,9% das mulheres negras casadas tinham um cônjuge branco. 0,2% das mulheres negras casadas eram casadas com homens asiático-americanos, representando a combinação matrimonial menos prevalente.
- Há uma disparidade notável nas taxas de exogamia entre homens e mulheres asiático-americanos. Dos casamentos entre asiático-americanos e brancos, apenas 29% envolviam um homem asiático-americano e uma mulher branca. Homens indiano-americanos casavam-se mais com não indianos do que as mulheres, embora os indiano-americanos exibissem as maiores taxas de endogamia, com níveis muito baixos de casamentos fora do grupo. Dos casamentos entre asiático-americanos e negros, apenas 19% envolviam um homem asiático-americano e uma mulher negra. 17,5% das mulheres asiático-americanas casadas e 8,2% dos homens asiático-americanos casados tinham um cônjuge não asiático-americano.
- O segundo casamento inter-racial mais comum nos Estados Unidos é entre uma mulher asiático-americana e um homem branco americano, seguido por uma mulher branca americana e um homem negro americano.

Em 2006, 88% dos homens brancos hispânicos nascidos no exterior estavam casados com mulheres hispânicas brancas. Em termos de casamentos fora do grupo, homens hispânicos que se identificavam como brancos tinham esposas não hispânicas com mais frequência do que outros homens hispânicos.

### Relatório do Pew Research Center de 2008
A tabela (Pesquisa da Comunidade Americana de 2008 do Departamento de Censo dos EUA) mostra que, entre os brancos que se casaram fora de sua raça em 2008, houve padrões diferentes por gênero na raça dos cônjuges. Mais de um quarto dos homens brancos (26,9%) casaram-se com uma mulher asiática, e cerca de 6,9% casaram-se com uma mulher negra. Em contraste, 20,1% das mulheres brancas casaram-se com um homem negro, enquanto apenas 9,4% casaram-se com um homem asiático. Uma proporção ligeiramente maior de mulheres brancas do que homens brancos casou-se com uma pessoa hispânica (51% contra 46%), e uma proporção semelhante de cada gênero casou-se com alguém de outro grupo.
| Porcentagem de todos os novos casamentos em 2008 Quem "casou fora" por raça/etnia do cônjuge | Porcentagem de todos os novos casamentos em 2008 Quem "casou fora" por raça/etnia do cônjuge | Porcentagem de todos os novos casamentos em 2008 Quem "casou fora" por raça/etnia do cônjuge | Porcentagem de todos os novos casamentos em 2008 Quem "casou fora" por raça/etnia do cônjuge | Porcentagem de todos os novos casamentos em 2008 Quem "casou fora" por raça/etnia do cônjuge | Porcentagem de todos os novos casamentos em 2008 Quem "casou fora" por raça/etnia do cônjuge | Porcentagem de todos os novos casamentos em 2008 Quem "casou fora" por raça/etnia do cônjuge | Porcentagem de todos os novos casamentos em 2008 Quem "casou fora" por raça/etnia do cônjuge |
| | Hispânico                                                                                    | Negro                                                                                        | Asiático                                                                                     | Outro                                                                                        |                                                                                              |                                                                                              |                                                                                              |
| --- | -------------------------------------------------------------------------------------------- | -------------------------------------------------------------------------------------------- | -------------------------------------------------------------------------------------------- | -------------------------------------------------------------------------------------------- | -------------------------------------------------------------------------------------------- | -------------------------------------------------------------------------------------------- | -------------------------------------------------------------------------------------------- |
| Marido branco | 46,1%                                                                                        | 6,9%                                                                                         | 26,9%                                                                                        | 20,1%                                                                                        |                                                                                              |                                                                                              |                                                                                              |
| Esposa branca | 51,4%                                                                                        | 20,1%                                                                                        | 9,4%                                                                                         | 19,1%                                                                                        |                                                                                              |                                                                                              |                                                                                              |
| | Branco                                                                                       | Hispânico                                                                                    | Asiático                                                                                     | Outro                                                                                        |                                                                                              |                                                                                              |                                                                                              |
| Marido negro | 57,2%                                                                                        | 21,9%                                                                                        | 7,0%                                                                                         | 13,9%                                                                                        |                                                                                              |                                                                                              |                                                                                              |
| Esposa negra | 58,6%                                                                                        | 24,2%                                                                                        | 5,5%                                                                                         | 11,6%                                                                                        |                                                                                              |                                                                                              |                                                                                              |
| | Branco                                                                                       | Negro                                                                                        | Asiático                                                                                     | Outro                                                                                        |                                                                                              |                                                                                              |                                                                                              |
| Marido hispânico | 83,3%                                                                                        | 4,5%                                                                                         | 5,3%                                                                                         | 7,0%                                                                                         |                                                                                              |                                                                                              |                                                                                              |
| Esposa hispânica | 77,5%                                                                                        | 13,2%                                                                                        | 4,0%                                                                                         | 5,2%                                                                                         |                                                                                              |                                                                                              |                                                                                              |
| | Branco                                                                                       | Negro                                                                                        | Hispânico                                                                                    | Outro                                                                                        |                                                                                              |                                                                                              |                                                                                              |
| Marido asiático | 70,9%                                                                                        | 4,8%                                                                                         | 17,7%                                                                                        | 6,7%                                                                                         |                                                                                              |                                                                                              |                                                                                              |
| Esposa asiática | 76,8%                                                                                        | 7,2%                                                                                         | 9,5%                                                                                         | 6,6%                                                                                         |                                                                                              |                                                                                              |                                                                                              |
| 1 (%) Porcentagem de todos os novos casamentos que são inter-raciais ou interétnicos - 2008 ACS 2 "Recém-casados" refere-se a pessoas que se casaram nos 12 meses anteriores à pesquisa. 3 (Hispânicos são um grupo étnico, não uma raça. Ex.: branco, negro, mestiço) |                                                                                              |                                                                                              |                                                                                              |                                                                                              |                                                                                              |                                                                                              |                                                                                              |

O estudo constatou que em 2008:
- Um registro de 14,6% de todos os novos casamentos nos Estados Unidos em 2008 foi entre cônjuges de raças ou etnias diferentes. Isso se compara a 8,0% de todos os casamentos existentes, independentemente de quando ocorreram. Isso inclui casamentos entre hispânicos e não hispânicos (hispânicos são um grupo étnico, não uma raça) e entre cônjuges de raças diferentes — brancos, negros, asiáticos, índios americanos ou aqueles que se identificam como multirraciais ou de outra raça;
- Entre todos os recém-casados em 2008, 9% dos brancos, 16% dos negros, 26% dos hispânicos e 31% dos asiáticos casaram-se com alguém de raça ou etnia diferente da sua;
- Entre todos os recém-casados em 2008, os pares inter-raciais foram principalmente branco-hispânicos (41%), seguidos por branco-asiáticos (15%), branco-negros (11%) e outras combinações (33%). Outras combinações incluem pares entre diferentes grupos minoritários, pessoas multirraciais e índios americanos;
- Entre todos os recém-casados em 2008, hispânicos e asiáticos nascidos nos EUA tinham muito mais probabilidade de se casar inter-racialmente do que os nascidos no exterior: 41,3% dos homens hispânicos nascidos nos EUA casaram-se fora de seu grupo, contra 11,3% dos nascidos no exterior; 37,4% das mulheres hispânicas nascidas nos EUA casaram-se fora, contra 12,2% das nascidas no exterior; 41,7% dos homens asiáticos nascidos nos EUA casaram-se fora, contra 11,7% dos nascidos no exterior; e 50,8% das mulheres asiáticas nascidas nos EUA casaram-se fora, contra 36,8% das nascidas no exterior. Nascidos no exterior excluem imigrantes que chegaram casados;
- Os padrões de gênero em casamentos inter-raciais variam amplamente. Cerca de 22% dos homens negros recém-casados em 2008 casaram-se fora de sua raça, contra apenas 9% das mulheres negras recém-casadas. Entre os asiáticos, o padrão de gênero é oposto: 40% das mulheres asiáticas recém-casadas casaram-se fora de sua raça, contra apenas 20% dos homens asiáticos recém-casados. Entre brancos e hispânicos, não há diferenças de gênero nas taxas de casamento inter-racial;
- As taxas de casamentos inter-raciais entre recém-casados nos EUA mais que dobraram entre 1980 (6,7%) e 2008 (14,6%). No entanto, diferentes grupos experimentaram tendências distintas. As taxas mais que dobraram entre brancos e quase triplicaram entre negros. Para hispânicos e asiáticos, as taxas foram quase idênticas em 2008 e 1980;
- Essas tendências aparentemente contraditórias foram impulsionadas pela intensa e contínua onda de imigração hispânica e asiática nas últimas quatro décadas. Para brancos e negros, esses imigrantes (e, cada vez mais, seus filhos nascidos nos EUA, agora em idade de casar) ampliaram o grupo de potenciais cônjuges para casamentos fora do grupo. Mas, para hispânicos e asiáticos, essa onda também aumentou o grupo de parceiros potenciais para casamentos dentro do grupo;
- Há um forte padrão regional no casamento inter-racial. Entre todos os novos casamentos em 2008, 22% no Oeste foram inter-raciais ou interétnicos, contra 13% no Sul e Nordeste e 11% no Meio-Oeste;
- A maioria dos americanos diz aprovar o casamento inter-racial ou interétnico — não apenas em teoria, mas em suas próprias famílias. Mais de seis em cada dez afirmam que não haveria problema se um membro da família anunciasse o casamento com alguém de um dos três principais grupos raciais/étnicos diferentes do seu;
- Mais de um terço dos adultos (35%) dizem ter um familiar casado com alguém de raça diferente. Negros relatam isso em taxas mais altas que brancos; adultos mais jovens em taxas mais altas que os mais velhos; e moradores do Oeste em taxas mais altas que os de outras regiões do país.[35]

### Relatório do Pew Research Center de 2010
O estudo (American Community Survey de 2010 do Departamento de Censo dos EUA) constatou que em 2010:
- Um recorde de 15,1% de todos os novos casamentos nos Estados Unidos foi entre cônjuges de raças ou etnias diferentes. Isso se compara a 8,4% de todos os casamentos existentes, independentemente de quando ocorreram. Isso inclui casamentos entre hispânicos e não hispânicos (hispânicos são um grupo étnico, não uma raça) e entre cônjuges de raças diferentes — brancos, negros, asiáticos, índios americanos ou aqueles que se identificam como multirraciais ou de outra raça;
- Entre todos os recém-casados, 9,4% dos brancos, 17,1% dos negros, 25,7% dos hispânicos e 27,7% dos asiáticos casaram-se com alguém de raça ou etnia diferente da sua;
- Entre todos os recém-casados, os pares inter-raciais foram principalmente branco-hispânicos (43,3%), seguidos por branco-asiáticos (14,4%), branco-negros (11,9%) e outras combinações (30,4%). Outras combinações incluem pares entre diferentes grupos minoritários, pessoas multirraciais e índios americanos;
- Entre todos os recém-casados, hispânicos e asiáticos nascidos nos EUA tinham muito mais probabilidade de se casar inter-racialmente do que os nascidos no exterior: 36,2% dos hispânicos nascidos nos EUA (homens e mulheres) casaram-se fora, contra 14,2% dos nascidos no exterior; 32% dos homens asiáticos nascidos nos EUA casaram-se fora, contra 11% dos nascidos no exterior; 43% das mulheres asiáticas nascidas nos EUA casaram-se fora, contra 34% das nascidas no exterior. Nascidos no exterior excluem imigrantes que chegaram casados;
- Os padrões de gênero em casamentos inter-raciais variam amplamente. Cerca de 24% dos homens negros recém-casados em 2010 casaram-se fora de sua raça, contra apenas 9% das mulheres negras recém-casadas. Entre os asiáticos, o padrão de gênero é oposto: 36% das mulheres asiáticas recém-casadas casaram-se fora de sua raça, contra apenas 17% dos homens asiáticos recém-casados. Entre brancos e hispânicos, não há diferenças de gênero nas taxas de casamento inter-racial;
- As taxas de casamentos inter-raciais entre recém-casados nos EUA quase triplicaram desde 1980 (6,7%), aumentando para 14,6% em 2008 e 15,1% em 2010;
- Há um forte padrão regional no casamento inter-racial. Entre todos os novos casamentos em 2010, 22% no Oeste foram inter-raciais ou interétnicos, contra 14% no Sul, 13% no Nordeste e 11% no Meio-Oeste.

## Casamento inter-racial por combinação

### Branco e asiático
Os casamentos entre brancos americanos e asiáticos americanos estão se tornando cada vez mais comuns para ambos os gêneros nos Estados Unidos.
Asiático-americanos de ambos os gêneros criados nos EUA têm muito mais probabilidade de se casar com brancos do que seus equivalentes não criados nos EUA. Um artigo de 1998 no The Washington Post afirma que 36% dos homens asiático-americanos do Pacífico jovens nascidos nos EUA casaram-se com mulheres brancas, e 45% das mulheres asiático-americanas do Pacífico nascidas nos EUA casaram-se com maridos brancos no ano da publicação.
O censo de 1960 mostrou que casamentos entre asiáticos e brancos eram os mais comuns. As combinações mais frequentes de mulheres brancas eram com homens filipinos (12.000), seguidos por homens nativo-americanos (11.200), japoneses (3.500) e chineses (3.500). Para homens brancos, as combinações mais comuns foram com mulheres japonesas (21.700), índias americanas (17.500), filipinas (4.500) e chinesas (2.900).
Leis antimiscigenação que desencorajavam casamentos entre brancos e não brancos afetaram imigrantes asiáticos e seus cônjuges do final do século XVII até o início do XX. Em 1910, 28 estados proibiam certas formas de casamento inter-racial. Oito estados, incluindo Arizona, Califórnia, Mississippi, Montana, Nevada, Oregon, Texas e Utah, estenderam suas proibições para incluir pessoas de origem asiática. As leis de Arizona, Califórnia, Mississippi, Texas e Utah referiam-se a "mongóis". Na Califórnia, asiáticos foram impedidos por leis antimiscigenação de se casar com brancos americanos (um grupo que incluía hispânicos americanos). Nevada e Oregon mencionavam "chineses", enquanto Montana listava tanto "chineses" quanto "japoneses". Por exemplo, uma filha euroasiática nascida de um pai indiano e uma mãe irlandesa em Maryland em 1680 foi classificada como "mulata" e vendida como escrava, e a esposa americana branca do revolucionário bengali Tarak Nath Das, Mary K. Das, perdeu sua cidadania americana por se casar com um "estrangeiro inelegível para cidadania".
Em 1918, houve controvérsia no Arizona quando um fazendeiro indiano casou-se com a filha de 16 anos de um de seus inquilinos brancos. A lei da Califórnia não proibia explicitamente casamentos entre filipinos e brancos, fato que ganhou ampla atenção pública com o caso Roldan v. Los Angeles County de 1933 na Suprema Corte da Califórnia; no entanto, a legislatura rapidamente alterou as leis para proibir tais casamentos após o caso. A Virgínia também proibia implicitamente casamentos entre brancos e asiáticos na Lei da Integridade Racial de 1924, que bania casamentos entre brancos e pessoas com "qualquer traço de sangue não caucasiano", exceto aquelas com 1/16 ou menos de ancestralidade indígena americana.
Pesquisas realizadas no final dos anos 1970 no Condado de Los Angeles, Califórnia, mostraram que os japoneses, em média, tinham maior probabilidade de se casar fora de sua raça em comparação com chineses e coreanos no condado. Em 1979, 41,2% dos casamentos chineses tinham um cônjuge de raça diferente. Os coreanos tinham uma taxa de 27,6%, e os japoneses, 60,6%. A pesquisa também mostrou que, entre os asiáticos vivendo nos Estados Unidos, o percentual de mulheres que se casavam fora de sua raça era maior que o dos homens. Especificamente, mulheres coreano-americanas estavam envolvidas em uma porcentagem maior de casamentos inter-raciais do que mulheres chinesas ou japonesas. A pesquisa considerou casamentos com outros asiáticos fora da etnia de uma pessoa como inter-raciais, por exemplo, um coreano casando-se com um japonês.
Tanto homens quanto mulheres japoneses continuaram a se casar com americanos de origem não japonesa em taxas mais altas a cada ano. O número de mulheres japonesas casadas com homens americanos é o dobro do de homens japoneses. O censo japonês mostrou que 6.000 mulheres americanas de várias etnias (majoritariamente brancas) casaram-se com homens japoneses. Em 1997, 15.000 esposas e filhos norte-americanos de origem não japonesa migraram para o Japão como dependentes de cidadãos japoneses.

### Judeu e asiático (Jasian)
Desde pelo menos a imigração pós-guerra, se não o patrocínio judaico-americano de restaurantes chineses no Natal, houve um aumento nos casamentos entre judeus e asiáticos ("Jasian" ou "judeu-asiático"), conforme abordado por diversos artigos de imprensa, desde o New York Times e a NPR até publicações judaicas. Em 2013, o Pew Research Center divulgou resultados de um estudo mostrando que, desde 2000, 72% dos judeus não ortodoxos e 58% dos judeus ortodoxos casaram-se com uma pessoa não judia, um aumento ao longo de trinta anos desde a pesquisa nacional de 1990 e "substancialmente nas últimas cinco décadas".
Viver em tempos modernos, onde os judeus não precisam mais ser segregados em suas próprias escolas (como Yeshivas) ou clubes (como fraternidades judaicas), cria oportunidades para conhecer um grupo mais amplo de pessoas na sociedade e se integrar. Outro aspecto pode ser uma taxa de realização semelhante como uma minoria modelo após eventos políticos traumáticos, como campos de concentração, internamento e reeducação, sem o risco ou sensação de relações incestuosas com um parente e filhos geneticamente afetados no espectro do autismo. Um estudo científico de 2014 por geneticistas, liderado por Shai Carmi, PhD (Universidade Hebraica), publicado pela Nature Communications, descobriu que todos os judeus ashkenazi descendem de 330-350 indivíduos que eram geneticamente cerca de metade do Oriente Médio e metade europeus, tornando todos os judeus ashkenazi parentes até o grau de pelo menos 30º primos ou mais próximos. Isso foi confirmado por outro estudo genômico de 2022 por Shamam Waldman, PhD (também da Universidade Hebraica), publicado pela Cell, que mostrou que os ashkenazis modernos descendem de um pequeno grupo, com o pesquisador original, Shai Carmi, afirmando: "Seja de Israel ou de Nova York, a população ashkenazi hoje é geneticamente homogênea".
Notavelmente, padrões de pontuação em testes relacionados a raça e inteligência, bem como um valor compartilhado pela educação e realização, resultaram na cota judaica e na cota oriental nas admissões da Ivy League quando a ação afirmativa era legal, entre 1961 e 2023 (até que o caso Students for Fair Admissions v. Harvard venceu um processo por discriminação educacional contra asiáticos), com a Pershing Square Capital e o gestor de fundos de hedge, Bill Ackman, escrevendo sua tese de graduação em Harvard intitulada Scaling the Ivy Wall: The Jewish and Asian American Experience in Harvard Admissions.
Além da discriminação educacional, outro aspecto pode ser o compartilhamento de experiências de discriminação física repentina (isto é, antissemitismo; e ódio contra asiáticos [en] durante a COVID).

#### Na cultura popular
- Em A Rede Social (2010), de Aaron Sorkin, o personagem de Dustin Moskovitz diz: "Estou desenvolvendo um algoritmo para definir a conexão entre homens judeus e mulheres asiáticas", ao que o personagem de Eduardo Saverin responde: "Não acho que seja tão complicado. Elas são atraentes, inteligentes, não são judias..."[82]
- O ator de Velozes e Furiosos, Tyrese Gibson, publicou um longo vídeo no Instagram enquanto escrevia sobre a indústria para seu terceiro livro, com a legenda: "Preciso saber TÃO desesperadamente por que parece que tantos homens judeus estão namorando mulheres asiáticas?? Preciso saber disso TÃO desesperadamente?????? Estou escrevendo meu novo livro e preciso de RESPOSTAS, por favor!!!!!!"[83]

### Negros e brancos
| *                           | 1980    | 1990    | 2000    | 2008    | 2009    |
| --------------------------- | ------- | ------- | ------- | ------- | ------- |
| Total                       | 167.000 | 211.000 | 363.000 | 481.000 | 550.000 |
| Marido negro/ Esposa branca | 122.000 | 150.000 | 268.000 | 317.000 | 354.000 |
| Marido branco/ Esposa negra | 45.000  | 61.000  | 95.000  | 164.000 | 196.000 |

Nos Estados Unidos, historicamente houve uma disparidade entre as taxas de exogamia de mulheres negras e homens negros: segundo o U.S. Census Bureau, em março de 2009, havia 354.000 casamentos entre mulheres brancas e homens negros e 196.000 entre mulheres negras e homens brancos, representando uma proporção de 181:100. Essa disparidade tradicional sofreu um rápido declínio nas últimas duas décadas, em contraste com seu pico em 1981, quando a proporção ainda era de 371:100. Em 2007, 4,6% de todos os negros casados nos Estados Unidos eram casados com um parceiro branco, e 0,4% de todos os brancos eram casados com um parceiro negro.

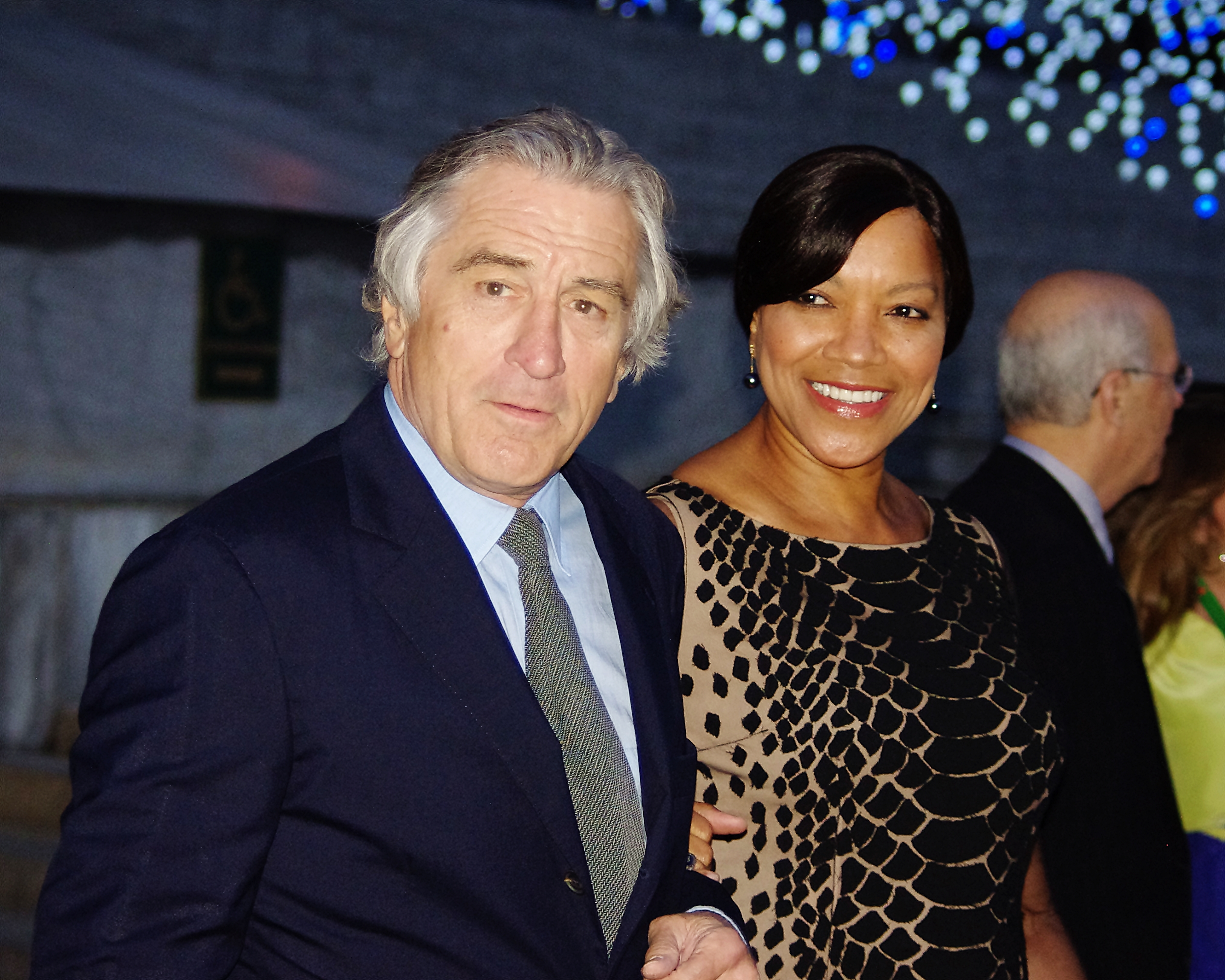
Robert De Niro e sua esposa Grace Hightower formaram um casal inter-racial proeminente, exibido aqui no Festival de Cinema de Tribeca de 2012.

O papel do gênero nas dinâmicas de divórcio inter-racial, identificado em estudos sociais por Jenifer L. Bratter e Rosalind B. King, foi destacado ao examinar a instabilidade conjugal entre uniões de negros e brancos. Casamentos entre esposas brancas e maridos negros apresentam o dobro da taxa de divórcio em comparação com casamentos entre esposas brancas e maridos brancos até o 10º ano de casamento, enquanto casamentos entre esposas negras e maridos brancos têm 44% menos probabilidade de terminar em divórcio do que casamentos entre esposas brancas e maridos brancos no mesmo período. De acordo com dados do Census Bureau, casamentos entre esposas negras e maridos brancos apresentam as menores taxas de divórcio.
Segundo dados do Census Bureau de 1985, homens negros participaram de 143.000 casamentos inter-raciais (aproximadamente 3% de todos os homens negros casados nos EUA).
Historicamente, os filhos mestiços de negros e brancos, como mulatos e quadroons, eram frequentemente classificados como pertencentes à raça de menor status, um exemplo da "regra de uma gota", como forma de manter a hierarquia racial. Quando a escravidão era legal, a maioria das crianças mestiças provinha de uma mãe afro-americana e um pai branco. Relacionamentos entre homens afro-americanos e mulheres brancas eram fortemente desaprovados, muitas vezes devido à frequente representação desses homens como perigos sexuais. Na década de 1970, os casamentos inter-raciais inverteram-se, tornando-se mais comuns entre mulheres brancas e homens afro-americanos. Após a abolição da escravidão, o casamento inter-racial tornou-se mais comum entre afro-americanos com maior nível educacional e mais abastados. Surgiu um equilíbrio entre prestígio racial e prestígio socioeconômico nos casamentos inter-raciais. O casamento inter-racial entre afro-americanos e brancos era visto como o objetivo final do integracionismo. Acreditava-se que esses casamentos fossem a solução para o racismo e a discriminação.
Os censos de 1960 e 1970 mostraram que o casamento inter-racial entre negros e brancos era menos provável de ocorrer no Sul e mais provável no Oeste, especialmente na Costa Oeste. No censo de 1960, 0,8% das mulheres negras e 0,6% dos homens negros no Sul eram casados com uma pessoa branca. Dez anos depois, 0,5% das mulheres negras e 0,5% dos homens negros no Sul tinham cônjuges brancos. Em contraste, no oeste dos EUA, 1,6% das mulheres negras e 2,1% dos homens negros tinham cônjuges brancos no censo de 1960; as cifras correspondentes no censo de 1970 eram 1,6% para mulheres negras e 4,9% para homens negros. No censo de 1980, a porcentagem de homens negros no oeste dos EUA em casamentos inter-raciais aumentou para 16,5%. Contudo, em 2020, nascimentos entre negros e brancos foram muito mais comuns no Sul do que em outras regiões, com cerca de metade ocorrendo lá, e menos comuns no Oeste devido à baixa porcentagem de negros.

### Nativos americanos e asiáticos
Americanos filipinos frequentemente se casaram com nativos americanos e nativos do Alasca. No século XVII, quando os filipinos estavam sob domínio espanhol, os colonos espanhóis estabeleceram um comércio filipino entre as Filipinas e as Américas. Quando os mexicanos se revoltaram contra os espanhóis, os filipinos primeiro fugiram para o México e depois viajaram para a Louisiana, onde os filipinos, exclusivamente homens, casaram-se com mulheres nativas americanas. Na década de 1920, comunidades de trabalhadores filipino-americanos também cresceram no Alasca, e homens filipino-americanos casaram-se com mulheres nativas do Alasca. Na Costa Oeste, filipino-americanos casaram-se com mulheres nativas americanas em Bainbridge Island, Washington.

### Asiáticos e negros
Entre afro-americanos e asiático-americanos, as proporções são ainda mais desequilibradas, com cerca de cinco vezes mais casamentos entre mulheres asiáticas e homens africanos do que entre homens asiáticos e mulheres africanas. No entanto, C.N. Le estimou que, entre os asiático-americanos da geração 1,5 e dos cinco maiores grupos étnicos asiático-americanos, essa proporção se reduz para aproximadamente dois para um. Embora a disparidade entre casamentos inter-raciais de afro-americanos e asiático-americanos por gênero seja alta segundo o censo dos EUA de 2000, o total de casamentos inter-raciais entre asiático-americanos e afro-americanos é baixo, representando apenas 0,22% dos casamentos de homens asiático-americanos e 1,30% dos casamentos de mulheres asiáticas, parcialmente devido ao recente fluxo de imigrantes asiáticos.
Nos anos 1960, os dados de casamento mostram que mulheres negras casaram-se com (1.110) nativos americanos, homens filipinos (500), homens chineses (300), homens japoneses (100), enquanto homens negros casaram-se com filipinas (500), mulheres chinesas (100), mulheres japonesas (1.700).
Historicamente, homens sino-americanos casaram-se com mulheres afro-americanas em proporções altas em relação ao total de seus casamentos, devido ao pequeno número de mulheres sino-americanas nos Estados Unidos. Após a Proclamação de Emancipação, muitos sino-americanos imigraram para os estados do Sul, particularmente Arkansas, para trabalhar em plantações. O censo dos EUA na Luisiana registrou que 57% dos casamentos inter-raciais eram entre sino-americanos e afro-americanos, e 43% entre sino-americanos e mulheres euro-americanas. Após a Lei de Exclusão Chinesa, os homens sino-americanos tinham menos opções de esposas etnicamente chinesas, o que os levou a casar-se cada vez mais com mulheres afro-americanas na Costa Oeste. Na Jamaica e outras nações caribenhas, muitos homens chineses ao longo das gerações passadas casaram-se com mulheres africanas, assimilando ou integrando gradualmente muitos descendentes chineses na comunidade afro-caribenha ou na comunidade mestiça em geral.

### Nativos americanos e brancos
A disparidade inter-racial entre gêneros entre os nativos americanos é baixa. As mulheres são ligeiramente mais propensas a "casar fora" do que os homens neste grupo: 61% das recém-casadas nativas americanas casaram-se fora de sua raça, em comparação com 54% dos recém-casados nativos americanos homens.
Historicamente na América Latina, e em menor grau nos Estados Unidos, os nativos americanos casaram-se fora de sua raça em alta proporção. Muitos países da América Latina têm grandes populações mestiças; em vários casos, os mestiços são o maior grupo étnico em seus respectivos países.

### Nativos americanos e negros
Nos Estados Unidos, uniões inter-raciais entre nativos americanos e afro-americanos também existiram do século XVI ao início do século XX, resultando em alguns afro-americanos com herança nativa americana.
Ao longo da história americana, houve uma mistura frequente entre nativos americanos e africanos. Quando os nativos americanos invadiram a colônia europeia de Jamestown, Virgínia, em 1622, mataram os europeus, mas levaram os escravos africanos como cativos, integrando-os gradualmente. Relacionamentos inter-raciais ocorreram entre afro-americanos e membros de outras tribos ao longo dos estados costeiros. Durante o período de transição em que os africanos se tornaram a principal raça escravizada, os nativos americanos às vezes eram escravizados junto com eles. Africanos e nativos americanos trabalharam juntos, alguns até se casaram e tiveram filhos mestiços. A relação entre africanos e nativos americanos era vista como uma ameaça aos europeus e euro-americanos, que tentaram ativamente dividir nativos americanos e africanos e colocá-los uns contra os outros.
Durante o século XVIII, algumas mulheres nativas americanas recorreram a homens africanos libertos ou fugitivos devido a uma grande redução na população masculina nas aldeias nativas americanas. Ao mesmo tempo, a população escravizada inicial na América era desproporcionalmente masculina. Registros mostram que algumas mulheres nativas americanas compraram homens africanos como escravos. Desconhecido para os vendedores europeus, as mulheres libertavam e casavam-se com esses homens em suas tribos.
Alguns homens africanos escolheram mulheres nativas americanas como parceiras porque seus filhos seriam livres, já que o status da criança seguia o da mãe. Os homens podiam se casar em algumas das tribos matrilineares e ser aceitos, pois seus filhos ainda eram considerados pertencentes ao povo da mãe. À medida que a expansão europeia aumentava no Sudeste, os casamentos entre africanos e nativos americanos tornaram-se mais numerosos.

## Opinião pública

Dados históricos segundo a Gallup, Inc.

Historicamente, o casamento inter-racial nos Estados Unidos enfrentou grande oposição pública (muitas vezes um tabu), especialmente entre os brancos. Segundo pesquisas de opinião, até 1986 apenas um terço dos americanos aprovava o casamento inter-racial em geral. Em contraste, em 2011, a vasta maioria dos americanos aprovava casamentos entre raças diferentes em geral, enquanto apenas 20 anos antes, em 1991, menos da metade aprovava.
Foi somente em 1994 que mais da metade dos americanos aprovou tais casamentos em geral. A taxa de aprovação/desaprovação varia entre grupos demográficos (por exemplo, por raça, gênero, idade, status socioeconômico e marital).
Uma pesquisa de 2018 da YouGov/Economist revelou que 17% dos americanos se opõem ao casamento inter-racial; com 19% de "outros" grupos étnicos, 18% dos negros, 17% dos brancos e 15% dos hispânicos se opondo.
As atitudes em relação ao casamento inter-racial podem variar dependendo da raça da união e da pessoa que as julga.
Uma pesquisa de 2011 descobriu que 46% dos republicanos de Mississippi entrevistados disseram achar que o casamento inter-racial deveria ser ilegal. Outros 14% não tinham certeza.

## Campos relevantes

### Marriage squeeze
O termo "marriage squeeze" surgiu para descrever o fenômeno social da chamada "disparidade matrimonial" para mulheres afro-americanas. A "disparidade" refere-se à percepção de que os homens afro-americanos mais "elegíveis" e "desejáveis" estão se casando com mulheres não afro-americanas em uma taxa mais alta, deixando as mulheres afro-americanas que desejam se casar com homens afro-americanos com menos opções de parceria. No entanto, dados da Pesquisa Nacional da Vida Americana mostram que, em todas as faixas etárias, as mulheres afro-americanas têm maior probabilidade do que seus colegas homens de relatar que não têm nem desejam um relacionamento romântico, e mais homens afro-americanos do que mulheres estão casados ou coabitando — uma lacuna que aumenta com a idade avançada.

### Religião e casamento inter-racial
Historicamente, muitos grupos religiosos americanos desaprovavam o casamento inter-racial. De acordo com vários estudos sobre o tema pelo sociólogo Samuel L. Perry, a tradição religiosa e a frequência à igreja são preditores consistentes das atitudes em relação aos casamentos inter-raciais. Literalistas bíblicos são menos propensos a apoiar o casamento inter-racial com asiáticos e latinos. Brancos que frequentam congregações multirraciais ou praticam devoções religiosas têm maior probabilidade de apoiar casamentos inter-raciais. A região também modera a relação entre religião e namoro inter-racial. Crianças com educação religiosa em estados não ocidentais, especialmente no Sul, tinham menor probabilidade de namorar inter-racialmente do que aquelas sem educação religiosa. Atitudes religiosas combinadas com o nacionalismo cristão aumentaram a oposição ao casamento inter-racial mais do que qualquer um desses atributos medidos independentemente.
De acordo com um estudo da Universidade Baylor, "pessoas sem afiliação religiosa não eram estatisticamente mais propensas a estar em casamentos inter-raciais do que protestantes evangélicos ou tradicionais ou pessoas de outras religiões" com uma exceção, a Igreja Católica. Católicos eram duas vezes mais propensos a estar em um casamento inter-racial do que a população em geral. Especula-se que isso se deve a dois fatores: o crescente diversidade da população católica (que viu um grande influxo de imigrantes, o catolicismo tem um número significativo de adeptos de várias nacionalidades em todo o mundo) e o fato de que os católicos geralmente escolhem sua paróquia com base na geografia, em vez de sua composição étnica ou racial, o que cria mais oportunidades para mistura inter-racial. Judeus também eram mais propensos a namorar inter-racialmente do que os protestantes.
Algumas religiões ensinam ativamente contra casamentos inter-raciais. Por exemplo, A Igreja de Jesus Cristo dos Santos dos Últimos Dias recomenda contra casamentos inter-raciais, mas não os proíbe. Por outro lado, a fé baháʼí promove o casamento inter-racial como um pré-requisito para alcançar a paz mundial.
Mesmo no século XX, o casamento entre subculturas do Judaísmo era raro. Judeus da Europa Oriental foram o subgrupo mais analisado devido à sua maior presença nos EUA. Durante 1908–1912, apenas 2,27% dos judeus na cidade de Nova York faziam parte de um casamento inter-religioso. Essa cifra subiu apenas para 3,6% até 1919. Apesar de desfrutarem de nova liberdade na América após escaparem da opressão do Velho Mundo, alguns judeus ainda hesitavam quanto ao casamento inter-religioso. Um dos maiores fatores que afastava os judeus do casamento inter-religioso era o medo da assimilação e perda de identidade. Embora os primórdios de uma cultura de crisol de raças parecessem encorajar a diversidade, também era visto como uma ameaça à cultura e religião judaicas. No entanto, também havia o medo de perseguição devido às tensões raciais e à discriminação frequente.
Nem todos os judeus hesitavam em se assimilar à cultura americana. Alguns autores judeus iniciais, como Mary Antin, eram fortes defensores de abandonar sua herança judaica e incentivavam o casamento inter-religioso. Sugeriu-se que isso facilitaria a imigração e refletiria positivamente sobre os judeus em um tempo de discriminação prevalente. Eles acreditavam que o casamento inter-religioso era benéfico tanto para a comunidade judaica quanto para a América como um todo.
Enquanto o casamento inter-religioso era relativamente comum entre grupos étnicos como os alemães e italianos, a prática da endogamia ainda era predominante entre os grupos étnicos mais novos. Descobriu-se que as taxas de casamento inter-religioso judaico aumentam a partir da onda inicial de imigrantes com cada geração subsequente.

### Imigrantes e casamento inter-racial
A endogamia racial é significativamente mais forte entre imigrantes recentes. Esse resultado vale para todos os grupos raciais, com a endogamia mais forte encontrada entre imigrantes de descendência africana. Diferenças de gênero no casamento inter-racial mudam significativamente quando o parceiro não branco é imigrante. Por exemplo, mulheres imigrantes de origem chinesa têm maior probabilidade de se casar com caucasianos nascidos nos EUA do que seus colegas homens.

### Casamento inter-racial versus coabitação
Nos Estados Unidos, as taxas de coabitação inter-racial são significativamente mais altas do que as de casamento. Embora apenas 7% dos homens afro-americanos casados tenham esposas euro-americanas, 12,5% dos homens afro-americanos em coabitação têm parceiras euro-americanas. 25% das mulheres asiático-americanas casadas têm cônjuges europeus, mas 45% das mulheres asiático-americanas em coabitação estão com homens euro-americanos — mais alto que a porcentagem em coabitação com homens asiáticos (menos de 43%).
Dos homens asiáticos em coabitação, pouco mais de 37% têm parceiras brancas e mais de 10% são casados com mulheres brancas. Esses números sugerem que a prevalência de contatos inter-raciais íntimos é cerca de duas vezes maior do que o representado pelos dados de casamento.